# Campdrafting

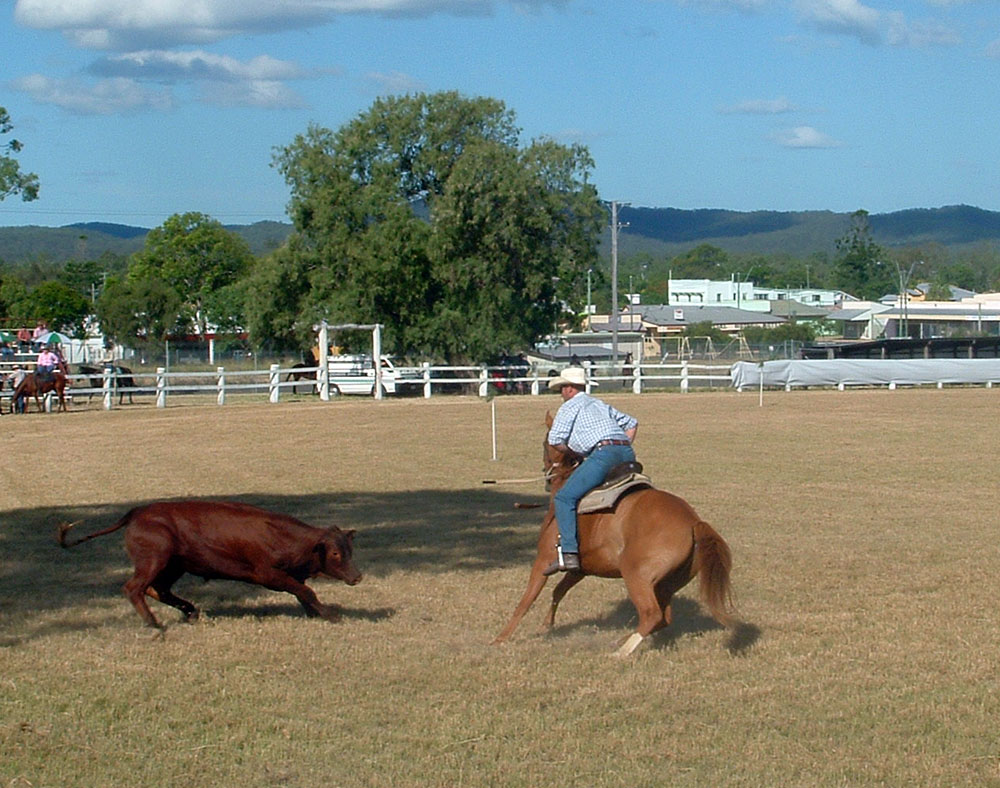
Questo concorrente ha perso il controllo della sua bestia.

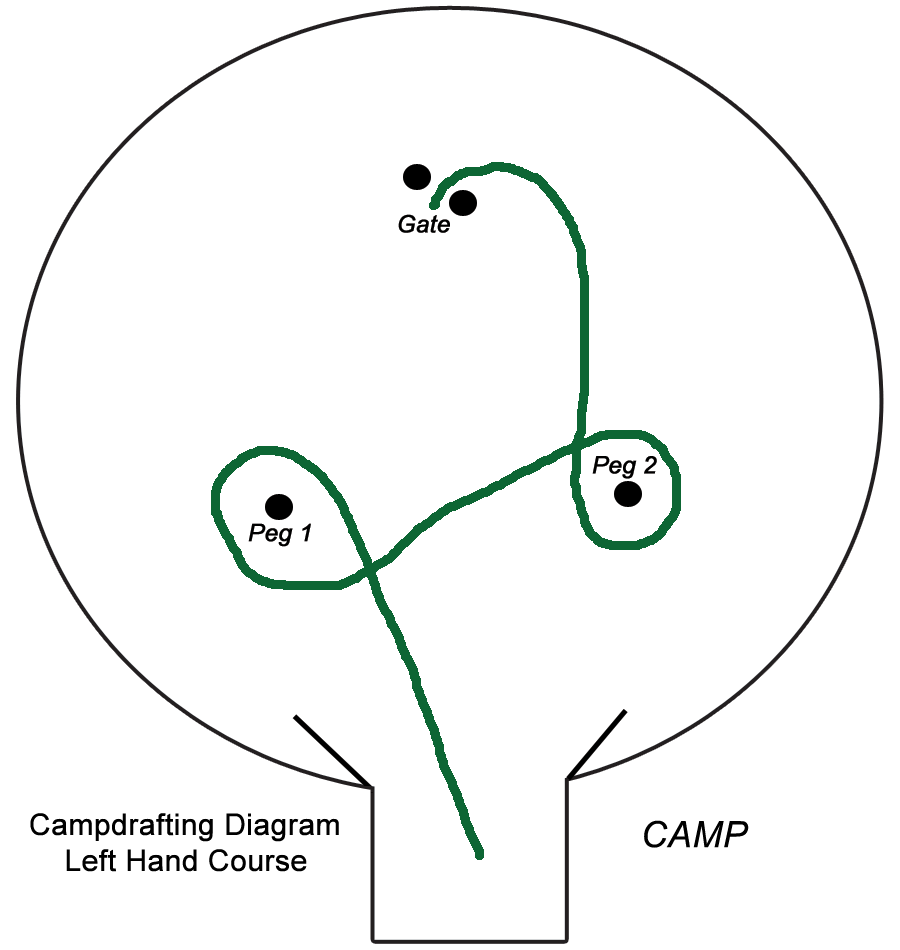
Percorso standard di campdrafting "della mano sinistra", una volta che il toro o la giovenca sono stati tagliati fuori.

Il campdrafting è uno sport australiano unico che coinvolge un bovino, cavallo e un cavaliere. Lo stile di equitazione è australiano, in qualche modo simile all'equitazione western americana e l'evento è simile agli eventi americani di stock horse come cutting, working cow horse, team penning e ranch sorting.
In una gara di campdrafting, un cavaliere a cavallo deve "tagliare fuori" una bestia dal gruppo di bovini nell'arena o nel "campo" e bloccare e girare la bestia almeno due o tre volte per dimostrare al giudice di averla sotto controllo; quindi portarla fuori dall'arena e attraverso un percorso attorno a pioli che comprende svolte a destra e a sinistra in una figura a otto, prima di guidarla attraverso due pioli noti come "il cancello". Il percorso esterno deve essere completato in meno di 40 secondi. Gli eventi per i partecipanti "junior" di 8 anni e meno di 13 anni hanno una bestia sana nel campo o nell'arena in ogni momento. In altri eventi si raccomanda che ci siano almeno sei capi di bestiame sano nel campo in ogni momento.
Fino a un totale di 100 punti vengono assegnati a cavallo e cavaliere: il "cut out" vale un totale di 26 punti; la prestazione del cavallo fino a ulteriori 70 punti; e 4 punti vengono assegnati per il percorso. La maggior parte delle squalifiche (segnalate da uno schiocco della frusta del giudice) si verificano quando un concorrente perde la sua bestia più di due volte nel campo, perde il controllo della bestia nell'arena o la fa sbattere contro la recinzione. Anche una "svolta di coda" eseguita da un cavallo nella direzione opposta alla linea di percorso della bestia comporta la squalifica in qualsiasi fase del draft.
Lo sport richiede abilità equestri consolidate, e la capacità di selezionare una bestia dalla massa che correrà bene, ma non è troppo veloce per quel particolare cavallo. Un grande prestigio è conferito al cavallo e al cavaliere vincitori della competizione.

## Storia

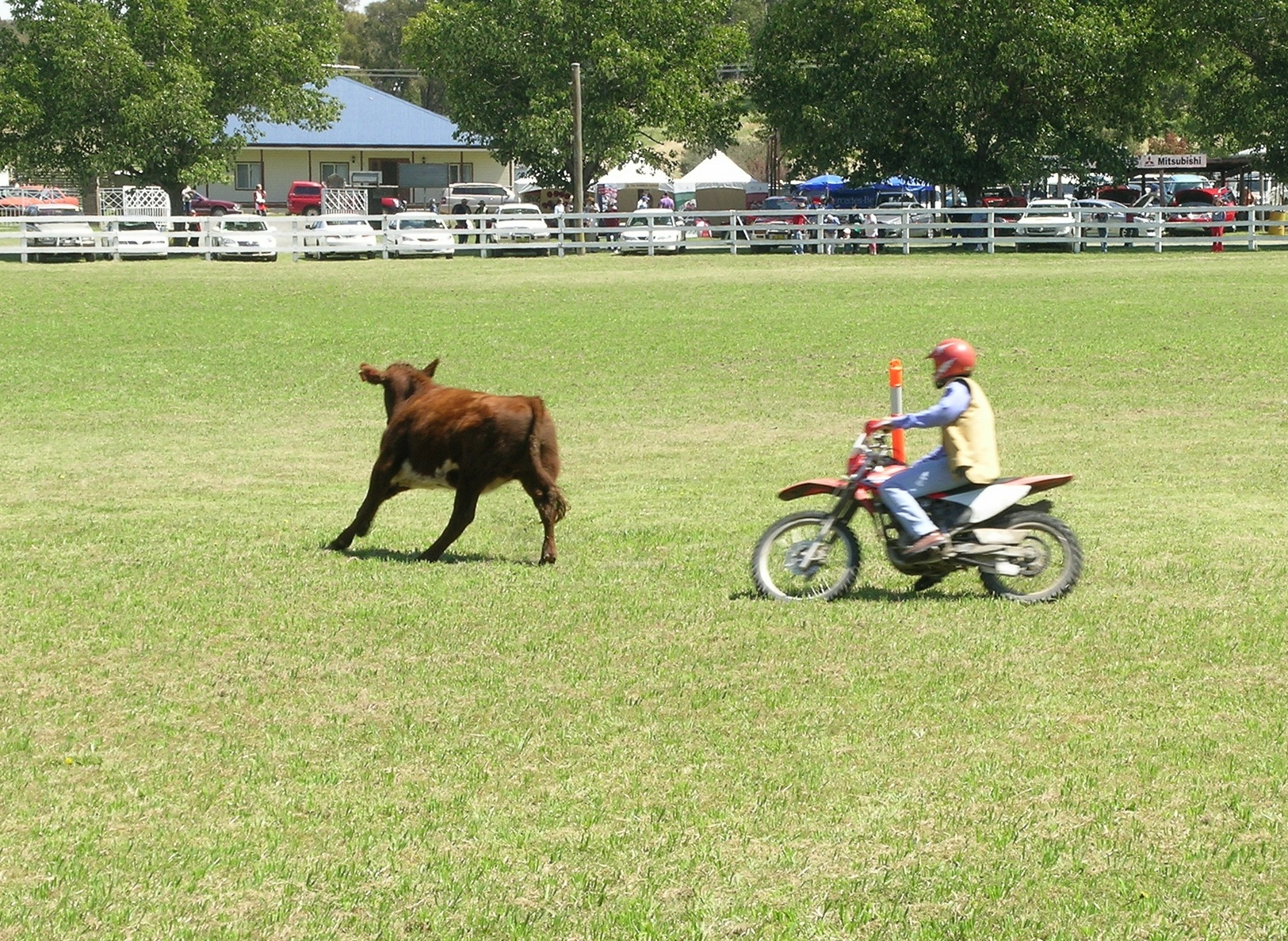
Campdrafting in moto durante l'epidemia di influenza equina

Si pensa che lo sport si sia sviluppato nell'entroterra del Queensland tra i mandriani in competizioni informali per dimostrare le abilità dei cavalli. La prima competizione formale di campdrafting si è tenuta a Tenterfield allo spettacolo del 1885 della Tenterfield Show Society. A competere a questo evento c'era Clarence Smith, un allevatore di bovini e cavalli residente vicino a Tenterfield, sulle Northern Tablelands, nel Nuovo Galles del Sud. Ha continuato a creare le regole e procedure che rimangono simili a quelle di oggi.
La Warwick Gold Cup è uno degli eventi principali del calendario australiano del campdraft, dove circa 1.800 "camp drafter" (cavalieri) competono per il premio in denaro in circa quattro giorni di gara. La Paradise Lagoons nel Queensland è la sede del campdraft più ricco in Australia con 230.000 dollari australiani di premio in denaro distribuiti nei quattro giorni di gara. L'Acton Super Beef Open Campdraft ha un premio in denaro di 80.000 dollari. Questo evento, da solo, ha attirato 605 partecipanti, che si è svolto con due round e una finale. La Queensland Triple Crown of Campdrafting è composta dalle competizioni di campdraft Condamine Bell, Chinchilla Grandfather Clock e Warwick Gold Cup. Walcha, nel Nuovo Galles del Sud, ha detenuto i titoli nazionali in diverse occasioni poiché il distretto è uno dei pochi in grado di fornire le quantità di bestiame di qualità necessarie per questi grandi eventi.
La maggior parte delle giornate di campdrafting programmano eventi aperti, da esordiente, da principiante, femminili e junior. Le giornate di competizione più grandi possono anche includere una bozza per stalloni e persino cavalieri senza sella. Il campdrafting è diventato uno sport familiare molto popolare, con marito, moglie e un bambino che a volte competono su un cavallo nel campdraft femminile, nel draft junior e poi in un altro evento di drafting con l'uomo in alto. Nel 2008 c'erano 30.000 campdrafters (cavalli)  registrati e che competevano in varie località in Australia.
L'epidemia di influenza equina in Australia nel 2007 e 2008 ha visto la cancellazione di molti eventi equestri, tra cui il campdrafting. Durante questo periodo alcuni spettacoli hanno organizzato piccoli eventi di campdraft utilizzando motociclette al posto dei cavalli.
La famiglia Acton ha costruito un complesso di campdrafting appositamente progettato e costruito con 3.000.000 di dollari situato sulla loro proprietà, Paradise Lagoons vicino a Rockhampton, Queensland. Nel luglio 2008, 230.000 dollari (A$) di premi in denaro erano disponibili per i concorrenti vincitori che hanno gareggiato in quella competizione. Nel corso del 2008, 500.000 dollari sono stati spesi per l'ammodernamento delle strutture per gli spettatori in preparazione dell'evento. Gli eventi annuali di campdrafting di Paradise Lagoons ora hanno tre arene non-stop che operano per quattro giorni per un aumento dei premi in denaro.
Nel febbraio 2009 il più ricco campdraft, il Landmark Classic Campdraft da 50.000 dollari si è tenuto presso l'Australian Equine and Livestock Events Centre, Tamworth. In seguito è stato stabilito un nuovo record australiano per una vendita di cavalli non purosangue quando si è tenuta la Landmark Classic Campdraft Horse Sale annuale. I 320 cavalli sono stati venduti qui per 2,9 milioni dollari fino a un massimo di 46.000 dollari e una media di 9.075 dollari.
Il "campdrafting aperto" è ancora praticato nelle proprietà di bovini quando gli animali selezionati vengono selezionati dal gruppo mentre sono nel loro recinto, invece di guidare il bestiame per il traino nell'arena.
Il National Campdraft Council of Australia è stato formato intorno al 2000 e supervisiona i quattro enti di campdrafting che sono l'Australian Bushmen's Campdraft and Rodeo Association (con sede a Tamworth), l'Australian Campdraft Association (nel Queensland), la Southern Campdrafters Association e la Gippsland Campdraft Association (GCA). Il campdrafting è riconosciuto dall'Australian Institute of Sport come sport nazionale.

## Il cavallo

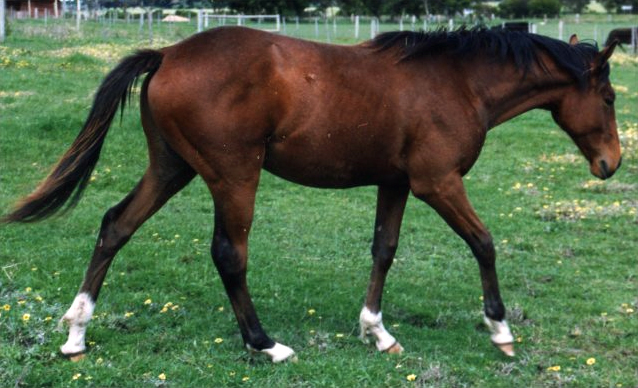
Australian Stock Horse di 3 anni

Il cavallo ideale per questo sport è considerato alto circa 152 cm e abbastanza agile da raggiungere una bestia dall'arena senza problemi. Ha poi bisogno della velocità per controllare la bestia e del peso corporeo giusto per spingere un grosso bue attorno all'arena premendo sulla propria spalla, se necessario. Oltre a questo, deve essere predisposto a questa prova di forza molto impegnativa e spesso pericolosa tra uomo, cavallo e bestia. Un cavallo più grande in genere non è adatto alle curve strette che prevede questo sport. I requisiti di un cavallo da polo o polocrosse sono in qualche modo simili.
Un buon cavallo da campdrafting non distoglie lo sguardo dalla bestia e il cavaliere deve guardare la propria sella quando il cavallo si appoggia e gira durante l'esibizione. Se il bovino non si lascia convincere facilmente a fare una svolta particolare, può essere "spinto" in posizione dal cavallo che lo spinge nella giusta direzione.
La razza di cavalli più popolare per il campdrafting è l'Australian Stock Horse. Questi cavalli si sono sviluppati da linee di sangue di varie razze, alcune delle quali risalgono a quelle arrivate con i primi coloni australiani. Il riconoscimento formale degli Australian Stock Horse come razza distinta è iniziato nel giugno 1971, quando oltre cento campdrafter e allevatori di cavalli si sono incontrati per formare l'Australian Stock Horse Society.
La prima vendita di cavalli incentrati sul Campdraft si è tenuta al Landmark Classic Campdraft Sale, Tamworth il 24 maggio 2008. I 103 cavalli sono stati venduti a 51.000 A$ e una media di 10.456 dollari.